# Ramon Coll i Huguet
Ramon Coll i Huguet (* 22. Dezember 1941 in Maó; † 16. Januar 2023 in Barcelona) war ein spanischer klassischer Pianist. Ramon Coll gilt als Pianist, der vor allem an den Barceloneser Konservatorien die Tradition der Katalanischen Pianistenschule gepflegt hat.

## Leben und Werk
Ramon Coll wurde in eine Musikerfamilie hineingeboren. Er begann bereits als Kind seine Musikstudien und gab mit elf Jahren sein erstes öffentliches Konzert als Solist mit Orchester (1. Klavierkonzert von Ludwig van Beethoven). Mit vierzehn Jahren schloss er sein Studium am Konservatorium von Palma ab. Mit 18 Jahren gewann er den zweiten Preis beim Internationalen Chopin Wettbewerb von Valldemossa. Er gewann weiter den Preis Magda Tagliaferro und den Preis des Institut Francès de Barcelona. 1960 wechselte er nach Paris und vertiefte seine pianistischen Fähigkeiten bei Magda Tagliaferro. Er schrieb sich am Pariser Konservatorium ein, an dem er 1964 den ersten Preis gewann. Er wurde dort Schüler von Jaume Mas Porcel, Joseph Morpain, Vlado Perlemuter, Lélia Gousseau und Swjatoslaw Richter.
Er wirkte als Professor für Klavier des Conservatori Municipal von Barcelona (ab 1968 und erneut ab 1998), des Konservatoriums von Sevilla (ab 1973) und des Conservatori Superior von Barcelona (ab 1987) sowie des Konservatoriums von Palma (ab 2000). Seit 1985 war er ständiges Mitglied der Akademie der schönen Künste Santa Isabel d'Hongria de Sevilla. Er wurde mit der Goldmedaille der Internationalen Vereinigung Junger Musiker (1985) und der Goldmedaille der Stadt Maó ausgezeichnet.
Er gab zahlreiche Konzerte in Spanien, Europa und in den Vereinigten Staaten. 1989 gründete er mit dem Violinisten Gonçal Comellas und dem Cellisten Marçal Cervera ein Klaviertrio. 2015 wurde er mit dem Creu-de-Sant-Jordi ausgezeichnet.